# くにおくんの超熱血!大運動会
『くにおくんの超熱血!大運動会』（くにおくんのちょうねっけつだいうんどうかい）は、2010年2月4日にアークシステムワークスから発売されたニンテンドーDS専用ソフトである。

## 概要
本作は、かつて発売された『ダウンタウン熱血行進曲（以下、行進曲）』を3D化し、ゲームシステムの変更や調整を行い、追加要素などを加えたリメイク的な位置づけの作品である。操作性や基本的なシステムは『行進曲』を踏襲しているが、ゲーム性が3D化されたことにより、横だけでなく奥や手前へのダッシュや攻撃も可能になっている。
ストーリーにも変更が加えられており、敵役や運動会の主催者が変わったため『行進曲』で登場していた、とうどうややまだ、はせべや応援ガールなどは登場しない。また、それに伴い、大会の舞台も従来の「夢見町」から本作オリジナルの「秋葉町」と「トビオカドリームランド」へと変更されている。登場チームは『行進曲』に登場した4チームのほかに、本作オリジナルチームや『熱血格闘伝説』などの過去のくにおくん作品からキャラクターが出場しているチームもある。
開発には過去のくにおくんシリーズを手がけたスタッフも参加しており、『いけいけ熱血ホッケー部』や『くにおのおでん』を手がけた甲斐浩二がストーリーデザインを担当し、『行進曲』の音楽を担当した澤和雄が再び音楽を担当している。そのため作中では『行進曲』や『熱血物語』などの過去の作品で使用された音楽のアレンジ版が流れる場面もあるが、これらは基本的に原曲の作曲者である澤和雄自身によるリメイクということになる。

## ストーリー
明治時代に北米に渡り、現在では日本を代表する大企業へと成長した超ハイテク企業、その名も「トビオカコンチェルン」。「トビオカコンチェルン」は人工知能を持った介護ロボットの開発を行う傍ら、裏では軍事用ロボットを生産し、莫大な利益を手にしていた。マイケル・トビオカはその「トビオカコンチェルン」の御曹司であると同時に、17歳にして有名大学に通う文武両道の天才少年だった。
日本のアニメが大好きなマイケルは、ある日、インターネットで情報を検索していた際に、日本で目覚しい活躍をしている高校生・くにおの存在を知る。くにおの経歴を調べていくうちに彼に興味を持ったマイケルは、くにおという存在が今後ロボットを開発していく上での優秀な研究対象になりうると判断し、自社のロボットとくにおのどちらが上か競わせるために「スーパー大運動会」の開催を計画する。
後日、くにおやその他優秀な高校生たちのもとにマイケルからの挑戦状が届けられる。ある者は優勝賞金のために名乗りを上げ、くにおはマイケル・トビオカの挑戦を受けるために、仲間たちとともに大運動会出場を決意するのであった。

## 主な変更点
『行進曲』からのゲームシステムや操作面での主な変更点は下記の通り。これ以外の変更点は該当の項目で随時解説する。
- ダッシュ中に攻撃ボタンを押すことによって「ダッシュ攻撃」が可能になった。攻撃方法は競技（走種目と格闘種目）によって異なるが、いずれもヒットすれば相手を吹っ飛ばすことができる。
- 『行進曲』での「受け身」の代わりに、ボタン操作で任意に「ガード」が可能になった。ガード中は受けるダメージを軽減することができるが「受け身」と違ってダメージを完全に無効化することはできない。また、一部にはガード不能の攻撃も存在する。
- ダウン中に十字キーを入力しておくことで「移動起き上がり」が可能になり、『行進曲』で猛威を振るった起き上がり際に攻撃を重ねるハメ技が困難になった。
- 水上・水中エリアでも素手による攻撃が可能になった。また、水中での息継ぎは水面に出て行うのではなく、特定の地点で下から湧き出てくる空気の泡に触れることによって行う。
- 『行進曲』では足場から落ちたり、水中で窒息したりした場合は残り体力に関わらずリタイヤ＝失格になったが、本作ではダメージは受けるものの体力が残っていれば失格にはならない。同様に、競技スタート前にフライングを連続して行ったとしても、体力が減らされるペナルティは受けるものの、それによって失格になることはない。
- 『行進曲』ではプレイヤーが自分以外の選手全員を失格にさせても、プレイヤーがゴールするまでは競技が終了されなかったが、本作ではプレイヤー以外が全滅した時点で競技が終了する。ただし「お宝争奪」は取得ポイントによって順位が決まるため、プレイヤー1人になっても制限時間内であれば競技が進行する。
- 一部の隠しキャラクターはトーナメントモードの決勝大会で優勝すると出現するようになった。
- 個人賞の名称が、「れいほうがくえんしょう」は「あとみっくぼんばーしょう」、「とうどうグループとくべつしょう」は「TCCとくべつしょう」はそれぞれ変更された。

## ゲームモード
トーナメントモード
使用チームを選択し、イベントを見ながら予選大会、本選大会、決勝大会の優勝を目指すモード。各大会には一回戦と二回戦があり、それぞれステージが異なる。ゲームを進めていくことによって、追加アイテムや隠しチームのロックが解除され、使用できるようになる。
チュートリアル＆チャレンジモード
指定された条件で競技を行い、ミッションクリアを目的とするモード。クリア条件を達成することで、エディットモードで使用できる能力値ポイントや、顔パーツ、必殺技パーツなどを入手することができる。
フリーたいせんモード
プレイヤーが、競技の回数やステージを指定した上で自由に対戦を行うモード。CPU対戦以外にも、他のプレイヤーとの通信対戦を行うこともできる。
キャラクターエディットモード
プレイヤーがキャラクターの名前や外見、能力値や必殺技などを自由に設定し、オリジナルキャラクターでチームを作ることのできるモード。ここで作成したチームは各モードで自由に使用することが可能だが、キャラクターを作成するには前述したチュートリアル＆チャレンジモードでポイントやエディットパーツを入手する必要がある。また、作成できるキャラクターは最大6人＝1チーム分のみ。本作ではシリーズでも極めて珍しく、女性キャラを作成する事が可能である。

## 競技

### 種目
本作では、日本にある「あきばちょう」周辺で行われる「町ステージ」と、レジャー施設「トビオカドリームランド」で行われる「島ステージ」の二種類のステージが用意されている。また、「クロスカントリー」や「障害部屋」はショートコース、ミドルコース、ロングコースの三種類が存在し、コースによってステージギミックやコースのチェックポイントの数が異なる。
クロスカントリー
走種目。『行進曲』と違って、トップランナーとの距離が離れてもコースアウトになることはない。
「町ステージ」では『行進曲』のものを踏襲しているが、電車の通る踏み切りやベルトコンベアの流れる工場施設などの中も通過する。
「島ステージ」ではトビオカドリームランド入り口からスタートし、砂浜を駆け抜け滝を登りつつ、鉱山や山岳地帯を抜けてトビオカムラサメ城に至るまでの道程がコースとなる。
障害部屋
走種目。
「町ステージ」ではクロスカントリー同様『行進曲』のものをモチーフにしているが、随所にアレンジが加えられている。
「島ステージ」ではトビオカ健康ランドで行われる。建物内部には健康ランドらしく水が流れる場所や滑る床が多く設置されている一方で、何故か猛烈な勢いでせり出してくる壁や、選手を押し潰そうと上下しているシャッターなどのトラップも存在する。
お宝争奪
格闘種目。本作の新競技であり、『行進曲』から変更された唯一の種目。『行進曲』の「棒の上の玉割り競争」と違って、この種目では必殺技が使用可能になる。
制限時間内に取得したポイントの量を競う競技で、ポイントはマップ各所に時折出現する宝箱を攻撃することで三点が加算されるほか、ポイントを持っているキャラを攻撃し、吹っ飛ばすことで一点だけだがポイントを奪うこともできる。また、取得ポイントの量で順位が決まるため、仮に競技の最中に体力が尽きて失格になってしまったとしても、競技が終了した時点での取得ポイントが高ければ1位になることも可能である。
「町ステージ」では工場のような場所で行われる。多少の段差はあるもののマップ自体は狭く、宝箱はベルトコンベアに乗って流れてくる。
「島ステージ」では忍者屋敷のような場所で行われる。マップが広い上に、一階と二階に分かれているためマップ左右に設置された階段を利用するか、壁に設置された掛け軸裏を通ることによって上下を行き来することになる。ただし、一定以上のジャンプ力を持つ選手であれば、ジャンプで下階から上階に飛び移ることも可能なため、この限りではない。
勝ち抜き格闘
格闘種目。その名の通り、全ての力を出し切って敵を倒し、最後まで勝ち抜くことを目的とした競技。「お宝争奪」同様、必殺技を持っているキャラクターは使用できる。『行進曲』と違って、アイテムが全て場外に落下した場合、時間経過でアイテムがランダムに補充されるようになった。基本的に相手を失格にすることを目的とした競技のため、勝者と敗者で大きな点差が生じやすい。
「町ステージ」では『行進曲』のものとほぼ同じマップ構成だが、左右の壁の高さが低くなっており上に乗ることもできるようになったほか、ここから敵を場外に投げ落とすことも可能である。
「島ステージ」では画面手前には穴が、画面奥の壁にはトゲが、左右には穴に向かって流れるベルトコンベアが設置されているため、安全地帯が極めて少ない。

### 得点
『行進曲』同様、全種目終了時に結果発表を行い、総得点が最も大きかったチームが1位＝優勝となる。また、競技を一回終えるごとに順位に応じた点数が加点されるのは『行進曲』と同じだが、本作では順位に応じた点数以外にも、競技中の行動や活躍によって「ボーナスポイント」を入手することができるようになった。
バトルボーナス
競技終了時の順位に応じて得点が加算されるボーナス。上位の順位ほどより多くのポイントが得られるほか、競技中に他の選手に積極的に攻撃を仕掛けることで、更にポイントが加算される。ボーナスポイントの中では入手できるポイントの比率が最も大きく、得点源としてはこれが基本となる。
タイムボーナス
できるだけ速く競技をクリアすることで得点が加算されるボーナス。走種目ではチェックポイントを超えるまでにかかった時間、格闘種目では自分以外の全ての敵を全滅させるまでにかかった時間が関係している。自選手が失格になった場合や、走種目において自分以外の全滅によって競技が終了した場合は発生しない。
ランクボーナス
競技に参加した選手の「ランク」によって得点が変化するボーナス。基本的に、選手の「ランク」が低ければ低いほどより多くのポイントが手に入る。このボーナスの存在により「ランク」が低い選手を使用する場合は、1位を取らなくても高得点を狙うことが可能になり、より戦略や駆け引きが重要になった。「タイムボーナス」同様、選手が失格になった場合や、走種目において自分以外の全滅によって競技が終了した場合は発生しない。

## キャラクター

### ランク
本作では選手の総合的な能力を判断する要素として、各選手それぞれに5段階（上からS、A、B、C、D）のランクが設定されるようになっている。「ランク」は、キャラクターのパワーやスピードなどの能力値や、必殺技の有無や性能などによって判定されるため、「キャラクターエディットモード」で新規にキャラクターを作った場合でも自動的に「ランク」が設定されるようになっている。
基本的に「ランク」が高ければ高いほどその選手は優秀であるとされるが、高ランク選手は競技終了時の「ランクボーナス」で入手できるポイントが少なくなるため、能力が低いからといって低ランク選手にまったく活躍の場がないというわけではない。
また、一つのチームを構成する6人のキャラクターのランクによって、「チームランク」が決定され、こちらも前述した5段階の「ランク」が自動的に設定される。

### タイプ
本作に登場する全ての選手は、自身の能力値の傾向によって4つのタイプに分けられるようになっている。これらのタイプによって特殊能力やステータスに補正がかかる場合があり、これはエディットキャラクターも同様である。
バランスタイプ
能力値のバラつきが少なく、ステータス的にこれといった特徴がないタイプ。総合的なステータスの高さやキャラクターランクに関わらず、能力値が平均的でさえあればこのタイプになることが多い。他のタイプと違って特殊能力や補正などの恩恵が一切無く、最も不遇なタイプといえる。
パワータイプ
パンチやキックなどの、素手での攻撃力に関係する能力値が特に秀でたタイプ。格闘種目においてのみだが、パンチまたはキックコンボのフィニッシュ時に相手を吹っ飛ばし効果が加えられる。
スピードタイプ
スピードやバネ＝ジャンプ力などの、機動力に関係する能力値が特に秀でたタイプ。ダッシュ中にブレーキをかけた際の隙がやや抑えられるほか、ジャンプ力にも上昇補正が加えられる。
スタミナタイプ
体力や打たれ強さなどの、耐久力に関係する能力値が特に秀でたタイプ。打たれ強さに上昇補正が加えられるほか、水中での呼吸が長続きするようになる上に、ステージから落下した際のダメージをかなり防いでくれるなどとにかく倒されにくく恩恵は非常に大きい。一番優遇されているタイプといえる。
武器タイプ
武器や武器投げなどの、アイテムを用いた攻撃力に関係する能力値が特に秀でたタイプ。競技を問わず、武器を用いたコンボのフィニッシュ時、または武器投げ命中時に相手を吹っ飛ばすことができるようになる。

## 参加チーム
初期状態で使用可能なチームは、『行進曲』で使用可能だった「熱血高校」「花園高校」「冷峰学園」「各種連合（『行進曲』では各校連合）」の全4チームだが、トーナメントモードをクリアすることによって使用できるチームが増える。
また、本項目では上記四チームに関しては『行進曲』からの変更が特に顕著だった点のみを記す（基本的な選手紹介は『行進曲』の参加チームの項目を参照）。

### 熱血高校（ねっけつこうこう）
チームランクは「B」。キャプテンはくにお。全ステータスが総合的に高い主人公・くにおと、何かしらの長所はあるがそれ以外の性能が若干頼りない後輩たちによって構成されているアンバランスなチーム。
くにお
バランスタイプ。ランクは「A」。必殺技は「まっはきっく」。
本作の主人公で相変わらず全能力値が高い万能選手だが、どちらかというと格闘種目向きのキャラになっている。
「まっはきっく」は三連続で素早いキックを繰り出すおなじみの必殺技だが、本作では自身のタイプに関わらず、フィニッシュがヒットすると相手を吹っ飛ばすようになった。
すがた
スピードタイプ。ランクは「B」。必殺技は「爆弾ぱんち」
『行進曲』同様、平均的なステータスを持つ選手だが、本作では何故かスピードタイプに設定されている。
「爆弾ぱんち」は『行進曲』では技後の着地の瞬間を利用することで連続して放つことができたが、本作では一回しか発動できなくなっているなど大幅な弱体化をされている。
ななせ
バランスタイプ。ランクは「B」。必殺技は「だぶるちょっぷ」。
髪の色が青色に変更されている。すがた同様、平均的な性能を持った選手だが『行進曲』と比べると能力値と必殺技両方の面で弱体化が目立つ。
本作での体力はもりもとと同程度に低下している上に、もりもとほど打たれ強くもないため、実際の耐久力はかなり低めである。「だぶるちょっぷ」は発動時に自身が上に跳ね上がるように変更されたため、地上の相手への攻撃には不向きになっている。
たかみね
スタミナタイプ。ランクは「B」。
本作ではななせよりも体力が高くなっており、チーム内でのパワーと耐久力に関してはくにおに次ぐ高さを誇る。
もりもと
武器タイプ。ランクは「B」。
武器投げ最強が正式なものになっているが、他にも武器投げ最強が何人もいる上に、威力も前作ほどの期待はできない。その他の能力に関しては原作通り非常に低く、見せ場は無い。
いちじょう
スピードタイプ。ランクは「C」。
体力や打たれ強さなど能力は全般的に最低ランクだが、スピードタイプであるためクロスカントリー、障害部屋では意外な活躍を見せることもある。相変わらず死にやすさNo1なので油断は禁物。

### 花園高校（はなぞのこうこう）
チームランクは「C」。キャプテンはりき。くにおのライバル・りき率いる結束力に長けたチーム。『行進曲』では格闘戦に特化したチームだったが、本作ではかなり弱体化させられた不遇のチームとなってしまっている。また、メンバーの並び順が一部変更されている。
りき
バランスタイプ。ランクは「A」。必殺技は「まっはぱんち」。
「まっはぱんち」は他のまっは系の必殺技同様、フィニッシュがヒットすると自身のタイプに関わらず相手を吹っ飛ばすようになったが、他のまっは系の必殺技と比べると隙が大きいという欠点がある。足が遅いのは相変わらず。
さおとめ
バランスタイプ。ランクは「B」。必殺技は「おーらぱんち」。
髪の色が薄い紫色に変更されている。原作通り、高いレベルで安定した能力を誇るが、打たれ弱い。
「おーらぱんち」が八方向へ撃つことができるようになったほか、溜めている最中でも十字キーで向きの変更が可能になった。一方で、溜める時間で威力が変化しなくなった上に、直線状に敵選手が複数居ても自分に一番近い一人にしか当たらなくなったなど、調整が加えられている。
よしの
スピードタイプ。ランクは「B」。優秀なランナータイプの選手。
しみず
バランスタイプ。ランクは「C」。必殺技は「はりけーん」。
髪の色が赤色に変更されている。
必殺技名が「ハリケーンクラッシュ」から「はりけーん」に改名され、攻撃方法も腕だけを縦回転させるのではなく自分自身が縦回転しながら突進するものに変更された。また、木刀でなくても片手武器であれば大抵のもので発動できるようになった（空き缶などでも可能）。
わしお
スタミナタイプ。ランクは「C」。必殺技は「まっはたたき」。
何故か全能力が著しく下がってしまっている。原作と比べて一番弱体化させられた選手。完全に別人である。
「まっはたたき」が他のまっは系の技同様、フィニッシュがヒットすると自身のタイプに関わらず相手を吹っ飛ばすようになった。
まえだ
パワータイプ。ランクは「B」。若干弱体化させられた選手の一人。

### 冷峰学園（れいほうがくえん）
チームランクは「A」。キャプテンはりゅういち。『行進曲』に引き続き、強者揃いのキャラクターたちで構成されている進学校チーム。「ダブルドラゴン兄弟」りゅういち&りゅうじの強さは健在で、二人ともキャラクターランクは「S」ランクに設定されている。
りゅういち
パワータイプ。ランクは「S」。必殺技は「龍尾嵐風脚」「爆魔龍神脚」。
能力値だけなら「A」ランク級だが、強力な二つの必殺技を習得しているため、最高ランクの選手に設定されている。また、本作では従来の作品と違って糸目ではなく、公式イラストに準拠した凛々しい顔つきになっているほか（りゅうじも同様）、『熱血物語ex』と違って、黒髪から赤髪に変更されている。
「龍尾嵐風脚」「爆魔龍神脚」ともに弱体化されているが、それでも強力であることに変わりはない。
りゅうじ
パワータイプ。ランクは「S」。必殺技は「龍尾嵐風脚」「天殺龍神拳」。
りゅういち同様、容姿が変化。『熱血物語ex』と違って、金髪から青髪に変更されている。
「龍尾嵐風脚」「天殺龍神拳」ともに弱体化されているが、それでも強力であることに変わりはない。また、「天殺龍神拳」の性質が「爆魔龍神脚」のパンチ版のようなものに変更。発動時に大きく前方に飛び込みながらアッパーを繰り出すようになり、ヒットした相手も上ではなく横に吹っ飛ぶようになった。
はやさか
バランスタイプ。ランクは「B」。必殺技は「まっはたたき」「かそくおとし」。
能力的には地味だが、相手を持ち上げた状態から放つ特殊な必殺技「加速落とし」が追加。わしおと同じく「まっはたたき」の性質が変化。
もちづき
スピードタイプ。ランクは「B」。
スピードが一番なのは今作でも変わらないが、武器攻撃、武器投げが弱体化した。打たれ弱さも相変わらずなのでリンチされたらすぐ死んでしまう。
こばやし
スタミナタイプ。ランクは「A」。必殺技は「まっはちょっぷ」。
『行進曲』での武器投げ強化バグが修正された上に、自身の武器投げ威力自体も大幅に低下した。「移動起き上がり」が実装されたこともあり、従来のような凶悪な性能はなくなったが、それでも十分優秀な選手ではあるといえる。
「まっはちょっぷ」は他のまっは系の必殺技同様、フィニッシュがヒットすると自身のタイプに関わらず相手を吹っ飛ばすようになったが、他のまっは系の必殺技と比べると相手を吹っ飛ばす距離が長いという特徴がある。
能力的には高いレベルで安定しているが、何故かスタミナタイプに設定されているので様々な恩恵を受けている優秀なキャラ。
おとなし
スピードタイプ。ランクは「B」。必殺技は「のーてんちょっぷ」
本当にBランクなのか？と疑いたくなるくらい能力は全体的に低い。足も遅いがなぜかスピードタイプに分類されている為、補正の恩恵は受けている。「のーてんちょっぷ」が斜めジャンプでも発動可能になったが相変わらず弱い。

### 各種連合（かくしゅれんごう）
チームランクは「B」。キャプテンはごうだ。カリスマ高校生・ごうだと、彼のもとに集った各校の番長たちで構成された強者揃いのチーム。個性の強い面子が揃っている。『行進曲』のときとは違い、名前が「各校連合」から「各種連合」に変更されている。
ごうだ
スタミナタイプ。ランクは「A」。必殺技は「ずつき」。
相変わらず全てにおいて高い能力を誇る。特に打たれ強さは最強な上スタミナタイプなのでとにかく死なない。レース競技でも格闘競技でも実力を発揮してくるチームの大黒柱。必殺技名が「頭突きスペシャル」から「頭突き」に変更されている。
ごだい
武器タイプ。ランクは「A」。必殺技は「棒術すぺしゃる」。
「棒術スペシャル」は木刀でなくても棒状の片手武器であれば大抵のもので発動できるようになった。また、発動コマンドも変更されたが「オプション」で操作タイプをボタン設定2にするとダッシュの操作が優先されてしまい「棒術スペシャル」が発動しなくなるという致命的なバグが存在する。
若干弱体化された為、原作のような凶悪な性能では無くなったものの、それでも充分過ぎるくらい強い選手ではある。
にしむら
パワータイプ。ランクは「A」。必殺技は「ためぱんち」「はりてすぺしゃる」。
ダッシュ状態から全方向に攻撃を繰リ出して相手を弾き飛ばす優秀な必殺技「張り手スペシャル」が追加。また、「ためパンチ」は溜めている最中でもすり足で移動できるようになった。
全キャラワーストの足の遅さと打たれ弱さは相変わらずだが、強力な新必殺技のおかげで使いやすさが増した。
さわぐち
スピードタイプ。ランクは「C」。
打たれ弱さがいちじょう、にしむら並になってしまったが、何故かスピードが初期チームの中ではNo2に強化された上、スピードタイプでもあるため機動力は意外と優秀。しかしそれ以外はやはりヘタレである。
くまだ
スタミナタイプ。ランクは「B」。必殺技は「にんげんぎょらい」。
『熱血物語ex』では髪の色が緑色だったが、本作では黒髪に戻っている。また、髪型もリーゼントに変更。『行進曲』から能力値が変わっていない。
「人間魚雷」がどの方向にも投げられるようになったが、「自分魚雷」と違って魚雷状態の選手の攻撃性能がなくなった。
はやみ
バランスタイプ。ランクは「C」。必殺技は「はりけーん」。
しみずと同様、使用する必殺技の名前と性質が変化。『行進曲』から能力値が変わっていない。キック力が強力な選手。足も速く頼りになるが、なぜかCランクにされている。

## 追加チーム
トーナメントモードでは、下記のチーム以外にもCPU専用のチームがランダムで登場することもある。

### 格闘チーム（かくとうチーム）
チームランクは「A」。花園高校でトーナメントモードをクリアすると使用可能になる。キャプテンはとらいち。「牙虎会（サーベルタイガー）」のダブルタイガー兄弟・とらいち&とらじ率いる、パワーとスピードに長けた強豪チーム。原作同様、全員が何かしらの必殺技を持っているため、格闘戦で本領を発揮する。『熱血格闘伝説』からの出場。
とらいち
パワータイプ。ランクは「A」。必殺技は「まっはきっく」「ばくれつきっく」。
パワー、走力、耐久力がバランスよく高い万能選手。特に体力値はにしむらなどと並んで最高値を誇るが、ジャンプ力はあまりない。キャラクターランクは「A」だが、身体能力だけなら「ダブルドラゴン兄弟」に匹敵する実力を持つ。『熱血格闘伝説』で使用していた二つの技を使用。
「ばくれつきっく」は「爆魔龍神脚」の簡易版といった技になっており、攻撃モーションこそ同じだが全体的な性能は劣る。
とらじ
パワータイプ。ランクは「A」。必殺技は「まっはぱんち」「すぴんあたっく」。
とらいちの弟で、真のエース。兄と比較すると武器を扱う性能では劣るが、それ以外のステータスはとらじの方が全て上である為非常に強力。とらいち同様、原作で使用した技の中から二つの技を使用。
しばた
バランスタイプ。ランクは「A」。必殺技は「じゃんぷえるぼー」。
原作では格闘家タイプで、体力とパワーが高めでそれ以外の能力もそこそこと原作に準拠した性能になっている。
「じゃんぷえるぼー」は空中から急降下して真下にいる敵を攻撃する『熱血格闘伝説』からの技だが、本来はえびはらの使用する技であり、原作だとしばたは所持していない。
みどう
スタミナタイプ。ランクは「A」。必殺技は「せおいすぺしゃる」
原作では柔道家タイプ。ジャンプ力はないがパワーは高く、特にパンチ力はキャプテンのとらいち並。
原作で使用していた技はどれも使用できないが、柔道家タイプという設定を汲んで「せおいすぺしゃる」を必殺技に持つ。
ひめやま
スピードタイプ。ランクは「B」。必殺技は「まっはきっく」「ばくれつきっく」。
フルネームは姫山草一郎（ひめやま そういちろう）。原作『熱血格闘伝説』ではカンフータイプで大会の優勝候補者という設定だったが、本作では同チーム内の選手と比べてパワーや体力、打たれ強さなどで大幅に劣り、大幅に弱体化した性能になっている。ただし、チーム唯一のスピードタイプであるため、走力やジャンプ力はある。また、本作では青髪になっている。
使用する必殺技は、原作とまったく同じであるため、選手としての能力では劣るものの戦法自体はとらいちに近い動きができる。
えびはら
パワータイプ。ランクは「B」。必殺技は「まっはぱんち」。
フルネームは海老原正樹（えびはら まさき）。原作ではマーシャルアーツタイプで、体力、パワー、スピード、打たれ強さのバランスの整った選手だが、武器の扱いは苦手。また、『格闘伝説』では説明書に「スピード№１」と書かれていたのに全キャラ最低であったが、今作でスピードの高さが当時の説明書に準拠したものになった。ただし、足は速いがジャンプ力が低いため、タイプとしてはパワータイプに分類されている。
原作で使用していた「じゃんぷえるぼー」は使用できないがマーシャルアーツだった設定を生かしてか、「まっはぱんち」が代わりに使えるようになっている。

### 秋葉学院（あきばがくいん）
チームランクは「C」。キャプテンはたかおか。ワールドドッジでクリアすると使用可能になる。
本運動会の「町ステージ」が行われる地元にある高校からの参加。メンバー全員がオタクで、喧嘩や競技に関しては完全に素人という変わったチーム。比較的能力に恵まれた万能選手と、極端に能力と「ランク」の低い選手の半数ずつで構成されており、全体的に足が速いことを除けばチームとしての総合力は低め。ただし、見よう見まねで強力な必殺技を習得している者が多く、「ランク」の低さを活かした「ランクボーナス」の恩恵も受けやすいという利点も存在するため、勝機を見出すことは十分可能となっている。本作オリジナルチーム。
たかおか
バランスタイプ。ランクは「A」。必殺技は「おーらぱんち」「すぴんあたっく」。
キャプテンであると同時にチーム唯一の「A」ランク選手。全能力がバランスよく高く、チーム内では頼れる万能選手だが能力値自体は中の上といったところで、他チームの選手と比べるとそれほど優秀なわけではない。チームメイトのかわなかやかみかわともそれほど能力値に差があるわけではないが、使用できる必殺技が多い点で1ランク上に設定されている。『行進曲』で、さおとめが使用していた「おーらぱんち」が使えるほか、「すぴんあたっく」による機動力も持ち合わせるため、相手と距離を取りつつ持久戦に持ち込めればそれなりに活躍が期待出来る。
かわなか
バランスタイプ。ランクは「B」。必殺技は「まっはきっく」。
たかおかに近い総合力を持つ優秀な選手。たかおかや、かみかわと比較するとジャンプ力が低めだが、チーム内では主力の内の一人。
主人公であるくにおと同じく「まっはきっく」が使用可能だが、彼ほどのキック力は持たないため威力は劣る。
ふくま
スピードタイプ。ランクは「C」。
メガネキャラ。全能力値が低い上に体力値は全キャラ中最低値で、メンバーの中で唯一必殺技も習得していない。スピードタイプで足はそこそこだがジャンプ力がないため、競技において高さを必要とするショートカット＝近道はできない。
もとわき
スタミナタイプ。ランクは「C」。必殺技は「究極どろっぷ」
メガネキャラ。全能力値が低く、スタミナタイプだがそれほど耐久力があるわけでもない。
『びっくり新記録』でジョニーが使用していた投げ技「究極ドロップ」が使用可能だが、技の威力に影響する能力値であるパンチ力、キック力ともに低いため、威力に関しては期待できない。
かみかわ
バランスタイプ。ランクは「B」。必殺技は「だだっこぱんち」。
キャプテンであるたかおかに匹敵する高い総合力を持った万能選手で、たかおか、かわなかと並んでチームを支える三本柱の内の一本。
「だだっこぱんち」はダッシュ状態から繰り出される必殺技で、両腕をグルグル振り回しながら前方に突進する。ヒット時は相手を吹っ飛ばすことが可能など、見た目の割に優秀な性能を持つ。
ちとせ
スタミナタイプ。ランクは「C」。必殺技は「くまさん」。
メガネキャラ。ふくま、もとわきと並んで全能力値が低く、これといった取り得のない選手。
「くまさん」は投げたアイテムがクマのぬいぐるみに変化して飛んでいく謎の必殺シュート。

### 服部学園（はっとりがくえん）
チームランクは「A」。キャプテンはよりつね。各種連合でトーナメントモードをクリアすると登場。スピードに特化した忍者チームだが、肉弾戦もそれなりにこなす。学校の理事長は、ダブルドラゴン兄弟の父親。『熱血高校ドッジボール部サッカー編』、『熱血べーすぼーる物語』に同名の高校が登場しており、キャプテンのよりつねは『サッカー編』からの出場。なお、『べーすぼーる物語』に出場していたもちづきの弟は不参加。
よりつね
スピードタイプ。ランクは「A」。必殺技は「まっはきっく」「すぴんあたっく」。
冷峰のもちづきに匹敵するほどの機動力に加え、キックも最高値に近い。必殺技の「まっはきっく」はキックの高さを十分に生かせ、「すぴんあたっく」も更に機動力を増すため、どの競技にも使いやすい万能選手。
とよた
武器タイプ。ランクは「B」。必殺技は「まっはたたき」
よつみね
スピードタイプ。ランクは「B」。
かげした
バランスタイプ。ランクは「A」。必殺技は「だぶるちょっぷ」「わーぷしゅーと」。
らいもん
スピードタイプ。ランクは「A」。
どもん
パワータイプ。ランクは「B」。

### 百合丘女子（ゆりがおかじょし）
チームランクは「C」。キャプテンはひろみ。服部学園でトーナメントモードをクリアすると使用可能になる。唯一、女子校からの参加。全体的にパワー不足なチームだが機動力に優れ、打たれ強さも高め。『いけいけ熱血ホッケー部』に同名の高校が登場しており、メンバーのみかは同作からの出場。
ひろみ
スタミナタイプ。ランクは「A」。必殺技は「せおいすぺしゃる」
タフな女性キャプテンで、全能力がバランスよく高いチーム内で最も頼れる存在。他チームのキャプテンと比べると体力とパワーで見劣りするが、スピードと打たれ強さに関しては引けを取らない。「せおいすぺしゃる」は捕まえた敵を前方に空高く放り投げる豪快な投げ技。掴みかかるときのモーションが大きいため隙はあるものの、ガード不能という特徴を持つ。
やすこ
スタミナタイプ。ランクは「B」。必殺技は「ひのたますぱいく」。
体力と打たれ強さは高いが、攻撃力に関する能力値は最低ランク。アイテムの扱いや走るのも得意ではないため、耐久力を活かした持久戦向きの選手といえる。
「火の玉スパイク」は「せおいすぺしゃる」同様、投げ技という扱いで、技が決まると相手を上に放り投げてから自身もジャンプし、スパイクを叩き込んで勢いよく地面に打ち落とす。やすこの場合、ジャンプ力はあるもののパンチ力がないため、威力はあまり期待できない。
ゆきえ
武器タイプ。ランクは「B」。必殺技は「くまさん」
パワーが低く、打たれ強さもあまり高くないものの、スピードに優れ、武器投げの威力が非常に高いのが特徴。
必殺技「くまさん」は『いけいけ熱血ホッケー部』で同校が使用した必殺ショットを模したもので、投げたものがクマのぬいぐるみに変化するという謎の必殺技。
ゆか
スピードタイプ。ランクは「C」。
足は速いが、それ以外のステータスは低めで、体力と打たれ強さにも欠ける。パワーも決して高くないので格闘競技は不向き。レース競技で真価を発揮する選手。
あけみ
スピードタイプ。ランクはB。必殺技は「かっくんしゅーと」。
チーム内ではキャプテンのひろみに次ぐパワーを持ち、それ以外のステータスも比較的優秀。特に機動力に関しては、チームで一番の走力とジャンプ力を誇る。
「かっくんしゅーと」は投げたアイテムが上に上昇した後、相手めがけて落下していく変則的な必殺技。至近距離から特定の状況で発動すると、上昇部分と下降部分で2回ヒットすることがある。
みか
スピードタイプ。ランクは「C」。
機動力に優れ、体力、打たれ強さもそこそこあるが、パワーが低いので走る種目向けの選手といえる。チーム内では唯一『ホッケー部』からの出場であるが、必殺技「くまさん」は使えない。

### ファンキーズ
チームランクは「B」。キャプテンはかずたか。格闘チームでトーナメントモードをクリアすると使用可能になる。「秋葉学院」同様、大会の開催地付近からの参加だが、地元では悪名高い不良チームとして恐れられている。体力に恵まれ、武器を使った肉弾戦を得意とする武闘派チームだが、全体的に足が遅く、スピードタイプのキャラクターが一人もいないのが欠点。百合丘女子チームを除くと、唯一メンバー全員が名字ではなく名前で参加しているチームである。本作オリジナルチーム。
かずたか
パワータイプ。ランクは「A」。必殺技は「まっはちょっぷ」「じゃんぷえるぼー」。
チーム内では最もパワーとスピードに優れた選手。「まっはちょっぷ」は『行進曲』でこばやしが使用していた技で、「じゃんぷえるぼー」は『熱血格闘伝説』での技。いずれもヒット時は敵を大きく吹っ飛ばすことが可能な上に自身もパワータイプなため、相手を吹き飛ばすことに特化したキャラといえる。
かずお
バランスタイプ。ランクは「B」。必殺技は「まっはたたき」。
体力が非常に高いが、それ以外の能力値は平均的。「まっはたたき」が使用可能で、武器の扱いもそこそこ。
まさひろ
武器タイプ。ランクは「C」。
パワーとスピードは絶望的だが、武器を持たせると強い。体力も決して低くはない。
ひであき
スタミナタイプ。ランクは「B」。必殺技は「ごーじゃすぱんち」。
これといった弱点のない優秀な選手で、打たれ強さに関してはチームNo.1。投げ系の必殺技「ごーじゃすぱんち」も使える頼れるキャラクター。
けんた
武器タイプ。ランクは「B」。必殺技は「はりけーん」。
まさひろと並んで武器の扱いに長けた選手だが素手での戦闘もこなすほか、全体的な能力値も平均以上。武器系の必殺技「はりけーん」を所持しており能力値との相性もいい。
いちろう
バランスタイプ。ランクは「C」。
体力と武器攻撃はそこそこだが、それ以外の能力値はイマイチ。

### ワールドドッジ
チームランクは「B」。キャプテンはへいるまん。冷峰学園でトーナメントモードをクリアすると使用可能になる。ドッジボール界の各国キャプテンたちが集結したチーム。パワーとスピードに難があるものの、武器投げと打たれ強さが高めで、武器投げ時にシュート系の必殺技が使える者も多い。（何故か常連とも言えるロシアのもるどふ、アメリカのうぃりあむは不参加である。）前作『超熱血高校くにおくん　ドッジボール部』を含む、『ドッジボール部』シリーズからの出場。
へいるまん
武器タイプ。ランクは「A」。必殺技は「わーぷしゅーと」。
アイスランド代表。熱血のもりもと、とびおかCCのしんごFJ2と並んで武器投げ最強である。
らおちぇん
武器タイプ。ランクは「B」。必殺技は「かっくんしゅーと」。
中国代表。
んじょも
スタミナタイプ。ランクは「C」。
ケニア代表。「ドッジボール部」では「ぶーめらんしゅーと」を使い、今作でも「ぶーめらん」としてあるのだが、何故か彼は使えない。
ふらんそわ
バランスタイプ。ランクは「C」。
フランス代表。
はいんりひ
スタミナタイプ。ランクは「B」。
ドイツ代表。
ろれんつぉ
スピードタイプ。ランクは「B」。必殺技は「ぴざしゅーと」。
イタリア代表。「ぴざしゅーと」は、投げた武器がピザになるという謎の必殺技。

### 大雪山（だいせつざん）
チームランクは「B」。キャプテンはとびやま。熱血高校でトーナメントモードをクリアすると使用可能になる。海外からの評価も高い有名スポーツ進学校からの参加。チームランクは「B」だがメンバーの能力値はどれも平均以上を誇り、総合的な実力は高い。『いけいけ熱血ホッケー部』に同名の高校が登場しており、メンバーのとびやまとたるたには同作からの出場。
とびやま
スタミナタイプ。ランクは「A」。必殺技は「棒術スペシャル」「まっはたたき」。
体力・打たれ強さ共に高く、さらにスタミナタイプであるため、防御面では連合のごうだに匹敵する。必殺技は二つとも武器を使うものだが、実は武器攻撃よりもパンチの方が強い。それでも強力な選手に変わりはない。
たるたに
スピードタイプ。ランクは「A」。必殺技は「まっはきっく」。
しろと
バランスタイプ。ランクは「B」。必殺技は「ひのたますぱいく」。
きしたに
バランスタイプ。ランクは「A」。
かしわぎ
スピードタイプ。ランクは「B」。
かたぎり
スタミナタイプ。ランクは「B」。必殺技は「せおいすぺしゃる」。

### オクラホマ
チームランクは「A」。キャプテンはじょにー。大雪山でトーナメントモードをクリアすると使用可能になる。アメリカからの招待選手団で、全キャラクターが非常に高い能力値を誇る上に、必殺技を習得している者も多い。欠点はさんどろ以外バランスタイプであるため、タイプ補正による恩恵が少ないところである。『びっくり熱血新記録』からの出場。
じょにー
バランスタイプ。ランクは「S」。必殺技は「究極どろっぷ」「じゃんぷえるぼー」。
全チーム中でも数人しか居ない「S」ランク選手で、非常に高い実力を持つ。特にパワーと耐久力は最高値に近い高さを誇り、それ以外の能力値も総じてトップクラスという万能キャラ。
「究極どろっぷ」は『熱血新記録』で自身が使用していた強力な投げ技。つかんだ相手を空高く投げ放ってから空中で再度キャッチし、着地時の衝撃でダメージを与えるバックブリーカーの亜種。「せおいすぺしゃる」などと同様に、掴みかかるときの隙は大きいが、ガードは不能である。
らふぁえる
バランスタイプ。ランクは「A」。必殺技は「ごーじゃすぱんち」「じゃんぷえるぼー」。
じょにーと同じく総合力に優れた万能選手。能力的に目立った長所はないが、これといった弱点も存在しない。
「ごーじゃすぱんち」は『熱血新記録』で自身が使用していた強力な投げ技。つかんだ相手を空高く投げ放ち、落ちてきたところにパンチを浴びせて吹っ飛ばすガード不能の攻撃。技性能としては「せおいすぺしゃる」に近い。
すてぃーぶ
バランスタイプ。ランクは「A」。必殺技は「まっはたたき」。
チームメイト同様、総合的に能力は高く、特に武器の扱いが得意。必殺技も「まっはたたき」を所持。
あれっくす
バランスタイプ。ランクは「A」。
チームメイト同様、総合的に能力は高く、特に耐久力に優れるが必殺技は持たない。
じみー
バランスタイプ。ランクは「A」。必殺技は「せんぷうきゃく」。
『びっくり新記録』では、肌と髪の色以外は、りゅういち&りゅうじとまったく同じ姿をしていたが、本作では上記二人とはまったく異なる容姿に変更されている。
「せんぷうきゃく」は見た目こそ「龍尾嵐風脚」と同じだが、相手を吹っ飛ばすことができないなど性能は劣る。
さんどろ
スピードタイプ。ランクは「B」。
チームで唯一ランク「B」の選手であり、必殺技も持たない本作オリジナルキャラクター。決して弱い選手ではないものの、じょにーたちチームメイトと比べると全体的に能力値は劣っている。ただし、チーム唯一のスピードタイプであるためクロスカントリー、障害部屋で十分活躍できる。

### トビオカCC（とびおかしーしー）
チームランクは「A」。キャプテンは、しんごFJ2。全チームでトーナメントモードをクリアすると使用可能になる。「トビオカコンチェルン」の科学者・サダモビッチが開発した最強のロボット軍団で、別名「トビオカアトミックボンバーズ」。トーナメントモード決勝大会に登場するチームで、チームランクは「A」だが「S」ランク選手を複数人擁し、全員が複数の必殺技を使えるという最強チームである。本作オリジナルチーム。
しんごFJ2
バランスタイプ。ランクは「S」。必殺技は「はどうほう」「マッハたたき」「マッハちょっぷ」
全能力値が最高値な上に使いやすい必殺技を3つも習得しているという、キャラクターエディットでも再現不可能な最強選手。弱点があるとすればバランスタイプであることと「ランクボーナス」の恩恵が小さいぐらいである。
「はどうほう」は拳の先からビームの弾丸を撃ち出す強力な飛び道具で、エディットキャラクターを除くと彼だけが使用できる専用の必殺技。同じ飛び道具でも「おーらぱんち」と違って溜め動作を必要とせず、連射も可能という驚異的な性能を持つ。
RK300-1
スタミナタイプ。ランクは「S」。必殺技は「おーらぱんち」、「わーぷしゅーと」。
各種武器の扱いと打たれ強さは最高値を誇り、それ以外の能力も最高値に近い性能を持つ強力な選手。総合面ではしんごFJ2よりは劣るが「S」ランクとしての実力は十分で、スタミナタイプのため防御面ではしんごFJ2以上。必殺技はどちらも遠距離攻撃系。
RK300-2
スピードタイプ。ランクは「S」。必殺技は「ごーじゃすぱんち」、「人間魚雷」。
打たれ強さと機動力は最高値を誇り、それ以外の能力も最高値に近い性能を持つ強力な選手。RK300-1同様、目立った弱点のない「S」ランク選手な上に、スピードタイプであるため、実質的なジャンプ力はしんごFJ2を上回る。必殺技はどちらも相手をつかんで投げる技。
RK300-3
バランスタイプ。ランクは「A」。必殺技は「まっはぱんち」、「ためぱんち」。
総合的な能力としては上記三人に劣るが、それでも他チームのキャプテンと同等かそれ以上の実力を誇るバランスの取れた選手。必殺技はどちらもパンチ系。
RK300-4
バランスタイプ。ランクは「S」。必殺技は「まっはちょっぷ」、「はりてすぺしゃる」、「のーてんちょっぷ」。
RK300-3同様、バランスの取れた能力値を誇る。パワーと耐久力は高いが、機動力はチーム内で最も劣る「S」ランク選手。必殺技はチョップや張り手など、パンチ以外の腕力系。
RK300-5
スピードタイプ。ランクは「A」。必殺技は「まっはたたき」、「ぶーめらん」。
総合的な能力はチーム内で最も低い部類に入るが、それでも強力な選手であることに変わりない。また、走力とジャンプ力ともに最高値であるため、スピードに関してはRK300-2と完全に互角といえる。必殺技は、どちらも武器を用いたもの。